# 春になったら (曲)
「春になったら」（はるになったら）は、2011年2月23日にSony Recordsから発売されたmiwaの5thシングル。

## 概要
前作「オトシモノ」から約2ヶ月半ぶりのシングル。初回生産限定盤は緑色のカラートレイとなっており、「春になったら」のレコーディング風景が収録されたDVDが付属している。
ブックレットのライナーノーツにはNTTドコモ「ガンバレ受験生 '10-'11」のプロジェクトサイトにメッセージを投稿した先着2000人のニックネームが掲載されている。

## 収録曲
1. 春になったら （4:54）
  - 作詞・作曲：miwa、編曲：L.O.E

NTTドコモ「ガンバレ受験生 '10-'11」「ススメ!新生活」タイアップソングで、タイアップのプロジェクトサイトに投稿されたメッセージから感じた思いを歌詞にしている。
ミュージック・ビデオには公式サイトで募集したエキストラが多数出演している。
2011年3月1日から3月20日までの期間限定で東日本旅客鉄道（JR東日本）山手線原宿駅の発車メロディとして起用された。
6thシングル「441」のカップリングにアコースティックバージョンが収録されている。
テレビ神奈川『saku saku』 2011年6月度エンディングテーマ
2. 青空 （4:12）
  - 作詞・作曲：真島昌利、編曲：AKIHISA MATZURA

東宝系映画『カラフル』エンディングテーマ。
2010年8月16日に配信限定で発売したTHE BLUE HEARTSの同曲のカバーで、本作にてCD初収録となった。
3. 春になったら 〜instrumental〜

### DVD（初回生産限定盤のみ）
1. メイキングビデオ（春になったら）

## 収録アルバム
- guitarissimo（#1）